# Sociodukt
Sociodukt är en bro vars syfte är att hålla ihop de sociala sammanhangen mellan de båda sidorna av bron. (Jämför ekodukt som håller ihop de ekologiska sammanhangen.) Sociodukter byggs typiskt i samband med anläggandet av nya vägar; detta för att undvika den barriäreffekt som en ny väg skapar. Jämfört med en vanlig vägbro är en sociodukt bredare, med syfte att hålla ihop landskapet bättre.
Ordet sociodukt infördes i samband med planeringen av den nya sträckningen av riksväg 76 förbi Norrtälje. Sociodukten i Norrtälje är under uppförande (2013) och är cirka 100 meter bred. En sociodukt är även under uppförande (2013) i Vallentuna.